# تیم ملی فوتبال زیر ۲۳ سال امارات متحده عربی
تیم ملی فوتبال زیر ۲۳ سال امارات متحده عربی (به انگلیسی: United Arab Emirates national under-23 football team) تیم فوتبال جوانان کشور امارات متحده عربی است و زیر نظر فدراسیون فوتبال امارات متحده عربی فعالیت می‌کند. این تیم نمایندهٔ امارات متحده عربی در بازی‌های المپیک و بازی‌های آسیایی است.